# La Veuve indienne
La Veuve indienne, en anglais Indian Widow, aussi appelé La Veuve d'un chef indien veillant les armes de son mari défunt, est un tableau de 1783-1784 du peintre britannique Joseph Wright of Derby, qui fut présenté pour la première fois lors de l'exposition consacrée à l'artiste en 1785, à Londres. Cette peinture est maintenant exposée au Derby Museum and Art Gallery, à Derby, en Angleterre.

## Description
Indian Widow (La Veuve indienne) est un titre qui a été employé par le peintre lui-même, mais il en existe un plus long et plus descriptif :  The Widow of an Indian Chief Watching the Arms of Her Deceased Husband (La Veuve d'un chef indien veillant les armes de son mari défunt). Selon Benedict Nicolson, en vêtant le personnage de la veuve de cette manière, Wright « a eu recours aux draperies néo-classiques qui servent pour toute femme en peine. » Cependant, Nicolson constate que d'autres détails sont plus authentiques : « la forme de son bandeau, le traitement des plumes, les cordons à plumes, le fourreau du poignard et la dépouille de bison peinte du côté de la peau montre une connaissance des techniques indiennes s'étendant au moins jusqu'aux Grands Lacs supérieurs. Cela montre que Wright a utilisé des accessoires authentiques. » Le mythe du « bon sauvage », appliqué aux Amérindiens, était d'autant plus populaire en Angleterre dans les années 1780 que les Américains d'origine européenne étaient alors perçus comme des rebelles.
Cette peinture contraste avec les œuvres de Wright qui représentent des scènes à la lueur d'une bougie, tandis qu'ici on voit la silhouette du personnage central se dessiner à contre-jour sur un ciel orageux.

## Œuvres similaires

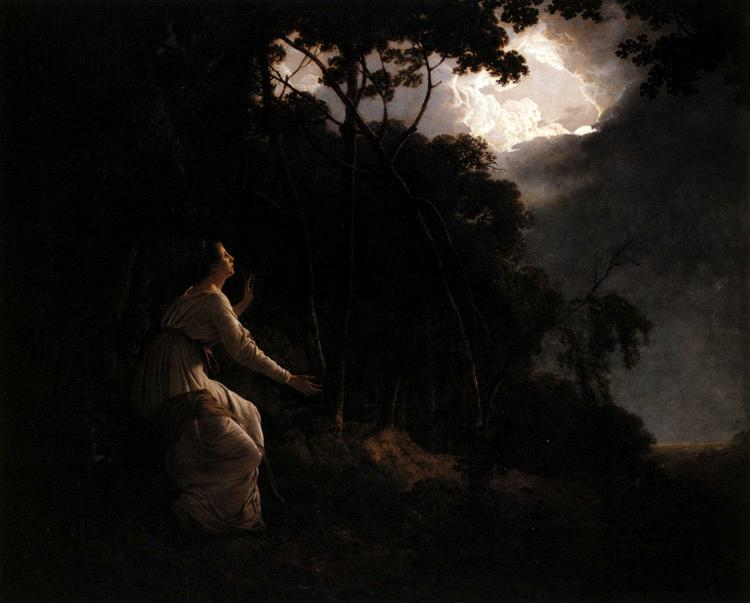
La Dame dans le Comus de Milton, exposé pour la première fois en 1785.

En 1785, une gravure de cette peinture a été faite par un autre artiste originaire de Derby, John Raphael Smith. Wright a peint un tableau similaire ayant pour thème le courage féminin, intitulé La Dame dans le Comus de Milton (The Lady in Milton's Comus), ainsi qu'une copie très ressemblante de La Veuve indienne. 
La Dame dans le Comus de Milton est exposé à la Walker Art Gallery de Liverpool, tandis que la copie de La Veuve a été perdue dans un incendie. Les deux tableaux ont été présentés à l'exposition de Joseph Wright en 1785, lors de ce qui fut peut-être le premier « one-man-show » d'Angleterre. Wright prépara les plans pour l'exposition de ses œuvres l'année même où il refusa de devenir membre de la Royal Academy.